# 1899 în artă
← 1896 în artă — 1897 în artă — 1898 în artă ——  1899 în artă  —— 1900 în artă — 1901 în artă — 1902 în artă →
1899 în artă a implicat o serie de evenimente:

## Evenimente

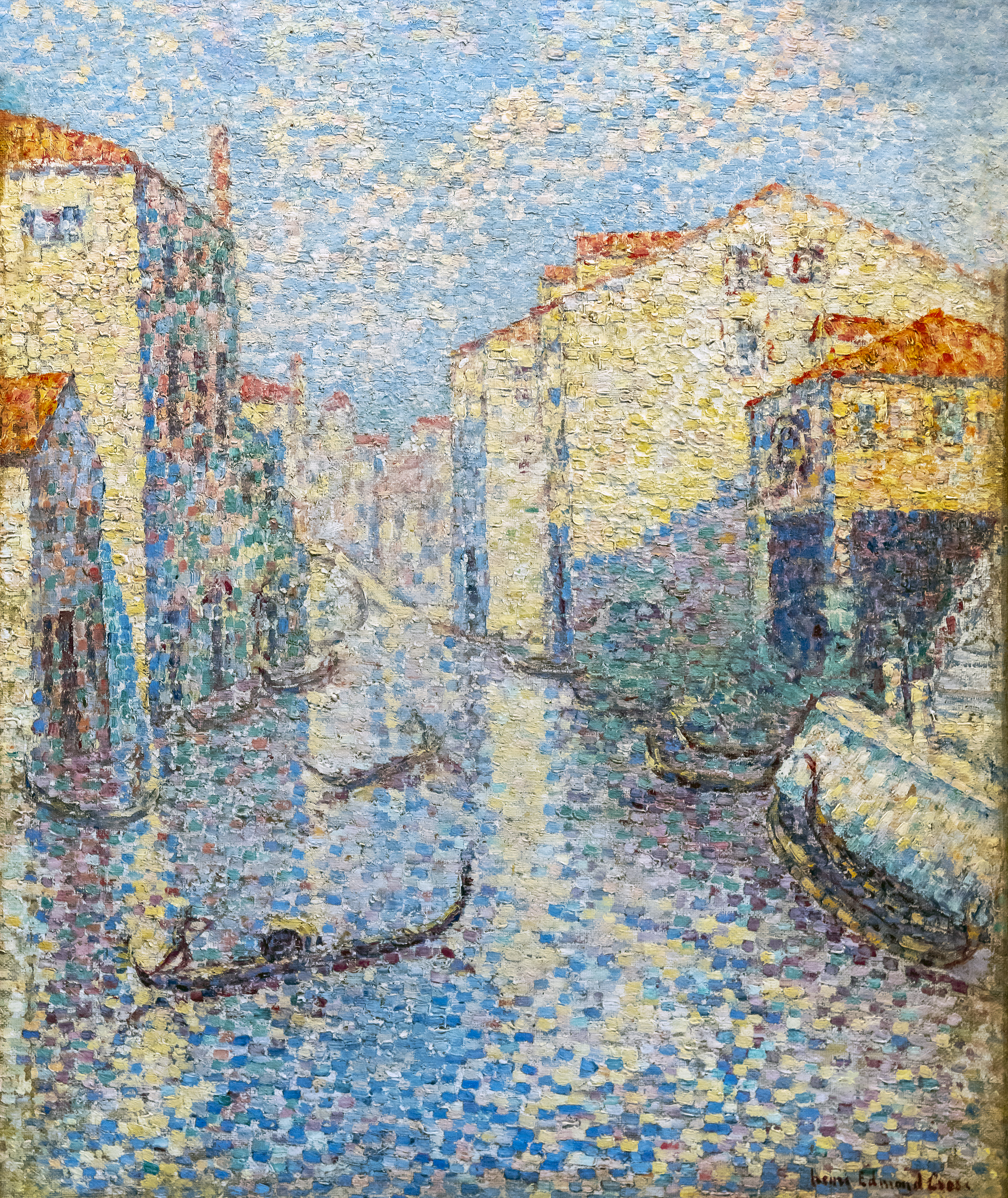
Un exemplu de Pointilism - autor, Henri-Edmond Cross (1856 – 1910) — Canal din Veneția (A canal in Venice)

### Evenimente artistice oriunde
- 16 decembrie – Glasgow School of Art se redeschide în noua sa clădire. Cele mai notabile opere ale artistului vizual Charles Rennie Mackintosh decorează nou sediu al școlii de artă.[1]

Fără date precise,
- Artistul plastic francez Camille Pissarro închirează un apartment lângă Tuileries Garden din Paris și produce o serie de picturi dedicate priveliștilor Parisului văzute din acea locuință.
- Pictorul francez Claude Monet locuiește pentru o perioadă de timp în Londra și începe a picta seria sa de picturi intitulată Houses of Parliament (seria Clădirea Parlamentului).

## Lucrări
- José Ferraz de Almeida Júnior (1850 – 1899), designer și pictor brazilian – pictura Saudade
- Wilhelm Amberg (1822 - 1899), artist plastic german – pictura Pierdută în gânduri (dată aproximativă)
- Ottó Baditz (1849 – 1936), artist plastic germano - maghiar – pictura Femei în închisoare
- Louis-Ernest Barrias (1841 – 1905), artist vizual francez complex – sculptura alegorică Art Nouveau Natura dezvelindu-se ea însuși în fața științei
- George Edwin Bissell (1839 – 1920), sculptor american – statuia monumentală Statuia lui Chester A. Arthur (bronz, New York City)
- Pierre Bonnard (1867 – 1947), artist plastic francez – pictura Fetiță cu pisică
- Léon Bonnat (1833 – 1922), francez, colecționar de artă, pictor și profesor de arte la Ecole des Beaux Arts – pictura Marie Georgine de Ligne
- Paul Cézanne (1839 - 1906) – pictura Portretul lui Ambroise Vollard
- Jules Dalou (1838 – 1902), artist vizual francez – sculptura Monumentul Alphand (Paris)

## Nașteri

### Ianuarie - iunie
- 13 ianuarie –
- 4 februarie –
- 28 februarie –
- 10 martie –
- 23 martie –

### Iulie - decembrie
- 1 iulie –
- 17 august –

## Decese
- 29 ianuarie – Alfred Sisley, pictor impresionist francez (n. 30 octombrie 1839)
- 30 ianuarie – Harry Bates, sculptor englez (n. 26 aprilie 1850)
- 27 martie – Myles Birket Foster, acuarelist și ilustrator englez (n. 4 februarie 1825)
- 25 mai – Rosa Bonheur, pictoriță franceză (n. 16 martie 1822)
- 29 iulie – Adolf Schreyer, pictor german (n. 9 iulie 1828)
- 22 august – Caspar Buberl, sculptor american (n. 1834)
- 13 noiembrie – José Ferraz de Almeida Júnior, pictor brazilian (n. 8 mai 1850)
- 7 decembrie – Juan Luna, pictor filipinez (n. 23 octombrie 1857)
- 23 decembrie – Dominique Antoine Magaud, French painter (n. 4 august 1817)

- Dată necunoscută – François Salle, pictor realist francez (n. 1839)

## Galerie (lucrări din 1899)
- Lucrări reprezentative
- 1899 – Peder Severin Krøyer, cunoscut, mai ales ca P. S. Krøyer (1851 – 1909) — Eveniment de vară pe plaja din  Skagen (în daneză Sommeraften ved Skagens strand)
- 1899 –
- 1899 – Wilhelm Amberg (1822 – 1899) — Pierdută în gânduri (în germană In Gedanken versunken)
- 1899 – File:An orchid (Dendrobium thyrsiflorum); flowering stem. Waterco Wellcome V0043290.jpg